# Tritylodon
Tritylodon (dientes trilobulados) es un género de tritilodóntidos, uno de los más avanzados de los terápsidos del suborden Cynodontia. Vivieron a principios del Jurásico Temprano y posiblemente aparecieron desde el Triásico Tardío conviviendo con los dinosaurios. Compartían varias características con los mamíferos, y algunas vez fueron considerados mamíferos basados en la constitución de su esqueleto. Esto fue reconsiderado debido a que retenían huesos mandibulares vestigiales de los reptiles y una estructura craneal diferente. Actualmente son considerados como sinápsidos

## Características
La apariencia era la de un roedor grande. Tenía cerca de 30 cm de largo y se desconoce el peso exacto. También la forma de alimentarse se asimilaba a la de un roedor, realizando un movimiento de trituración con los dientes inferiores deslizándolos contra los dientes superiores. Los dientes inferiores tenían a una serie de prominencias y los dientes superiores tenían unas de ranuras que coincidían perfectamente con estas elevaciones permitiendo de este movimiento. Tenían grandes incisivos en la parte delantera de la boca, separados por un espacio del resto de los dientes. Incluso con la boca cerrada los incisivos aún sobresalían, haciéndose ligeramente visibles. Las piernas estaban alineadas directamente bajo el cuerpo como los mamíferos, a diferencia de los terápsidos que tenían las extremidades separadas del cuerpo
Estos animales eran excavadores; la estructura de sus hombros y miembros anteriores así lo demostraban. También los largos incisivos delanteros trabajaban bien ayudando a cavar y extraer partes de plantas sepultadas. Los Tritilodontos eran herbívoros exclusivos según se puede interpretar a partir de la configuración de su dentadura. Como todos los tritilodóntidos, era de sangre caliente o endotérmico. Otra cosa interesante de ellos era el hecho de ser  ovíparos.

## Especie intermedia
Con características parciales entre los sinápsidos primitivos y los mamíferos, el género Tritylodon pudo haber sido un estado intermedio entre ambos . Sin embargo otros arguyen que al ser tan especializados fueron desplazados por los arcosaurios carnívoros y mamíferos recientemente evolucionados. La especie Tritylodon longaevus al ser descubierta en Sudáfrica tenía los dientes multituberculados característicos del orden Multituberculata, esto sugiere una conexión entre este orden y Tritylodon con los sinápsidos anomodontos del Triásico. El orden Multituberculata, a su vez comparte algunas características con el orden Monotremata como la puesta de huevos, por ejemplo en los ornitorrincos y equidnas.

## Hábitat
El hábitat de Tritylodon habitaba en los bosques de Sudáfrica y la Antártida. Esto se sabe porque sus fósiles se han encontrado exclusivamente en esta área. Cuando se originó la especie hace unos 200 millones de años, el área era más seca y cálida. Pero la mayor parte de su existencia, el clima era tropical y más húmedo.

## Fósiles

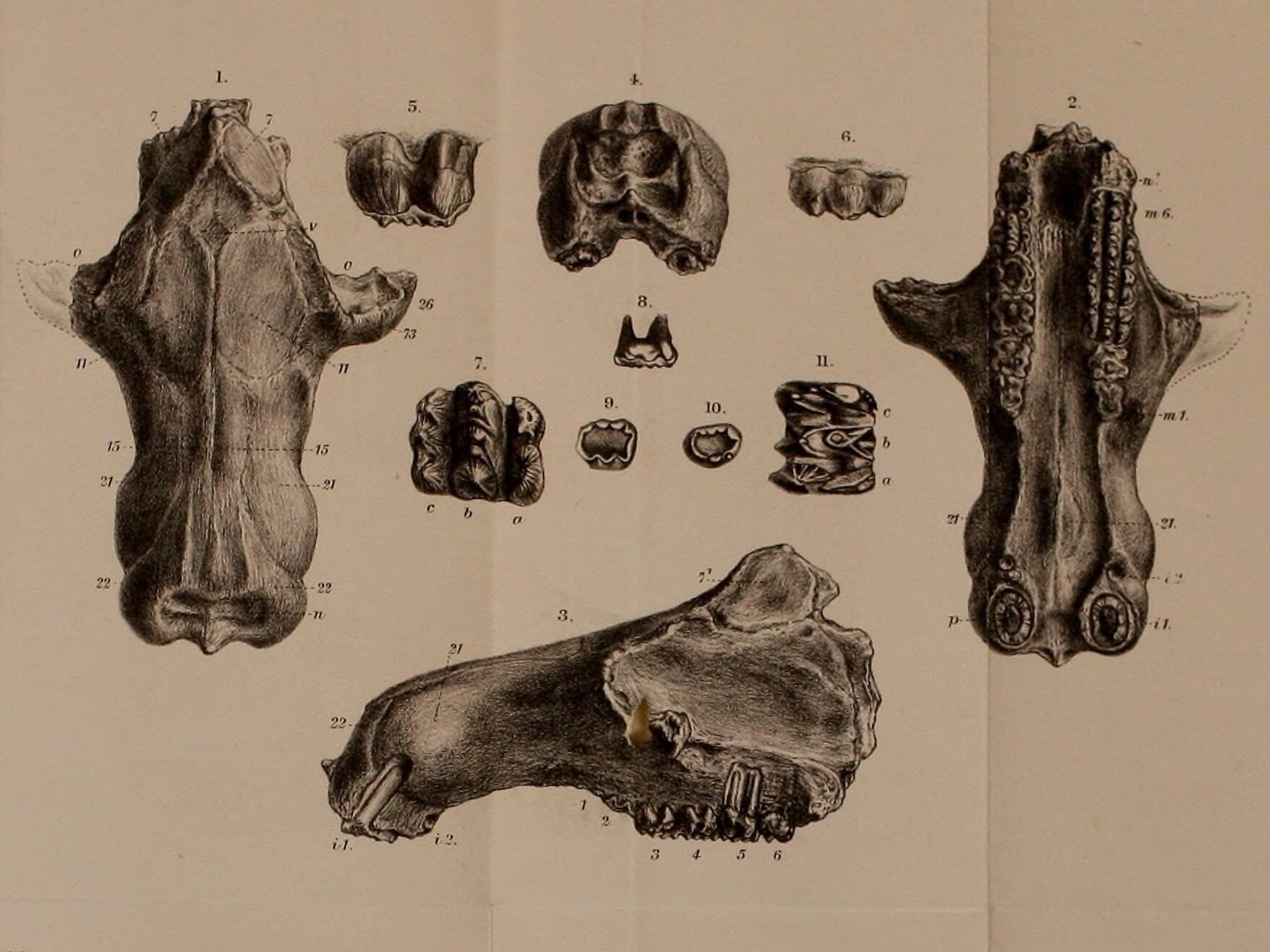
Tritylodon (1884)

Los fósiles de Tritylodon en Sudáfrica están concentrados principalmente en un área de unos 11.000 km². Se han encontrado en depósitos de llanuras aluviales de la formación Elliot del Jurásico Inferior. En esta zona se han encontrado tantos fósiles que se le ha llamado la zona Acme del tritilodón. También se han hallado fósiles en Estado Libre de Orange.
Se reconocen dos especies: Tritylodon longaevus y Tritylodon maximus. Se sugiere que el T. maximus es un ejemplar grande de T. longeavus o una especie estrechamente relacionada. Si se trata de una especie relacionada puede ser una especie derivada, dado que el fósil más grande de T. maximus fue fechado hace menos de 190 millones de años y T. longaevus hace más de 190 millones de años. Los fósiles sin embargo muestran dos diferencias, T. maximus es más grande y tiene nueve postcaninos superiores (ninguna de las especies tiene caninos) y T. longeavus tiene siete. Las demás estructuras en las dos especies de Tritylodon eran idénticas.

## Cladograma
```
 THERAPSIDA
  |
 Cynodontia MH Tax
 |--Dvinia •X
 `--+--Procynosuchidae X Tax
    |  |--Nanocynodon •X
    |  |--Parathrinaxodon •X
    |  `--Procynosuchus •X
    `--Epicynodontia
       |--Galesauridae X
       |  |--+--Cynosaurus •X
       |  |  `--Nanictosaurus •X
       |  `--+--Progalesaurus •X
       |     `--Galesaurus •X
       |--Bolotridon •X
       `--+--Platycraniellus •X
       |--Thrinaxodon •X
        `--Eucynodontia MH, Tax
           |--Cynognathia X
           |  |--Cynognathidae •X Tax
           |  `--Tritylodontidae X MH
           |     |--Oligokyphus •X
           |     `--+--Tritylodon •X
           |        `--+--Bienotherium •X
           |           `--+--Kayentatherium •X
           |              `--+--+--Lufengia •X
           |                 |  `--Dianzhongia •X
           |                 `--+--Bocatherium •X
           |                    `--+--Yunnanodon •X
           |                       `--+--Stereognathus •X
           |                          `--Xenocretosuchus •X
           `--Probainognathia Tax
              |--Trithelodontidae X Tax
              |  |--Pachygenelius •X
              |  `--Chaliminia •X
              `--MAMMALIFORMES
```

Fuentes: Hopson & Kitching (2001) (en parte) Sidor & Smith (2004): reorganización de Epicynodontia ATW060408